# 埃苏韦尔
埃苏韦尔（法語：Essouvert，法語發音：[esuvɛʁ]）是法国滨海夏朗德省的一个市镇，位于该省北部偏东，属于圣让当热利区。

## 地名
该市镇得名于同名的埃苏韦尔森林（forêt d'Essouvert），其位于市镇北部。

## 历史
埃苏韦尔成立于2016年1月1日，由拉伯纳特和圣但尼迪潘两个市镇合并而成，其中拉伯纳特为政府驻地。

## 地理
埃苏韦尔（45°59'12"N, 0°31'11"W）面积30.23 平方千米，位于法国新阿基坦大区滨海夏朗德省，该省份为法国西部滨海省份，北起旺代省，西临大西洋，南至吉倫特省，东南接多爾多涅省，东北接德塞夫勒省接壤，东临夏朗德省。
与埃苏韦尔接壤的市镇（或旧市镇、城区）包括：昂特藏-拉沙佩勒、库尔塞勒、卢莱、洛宰、圣让当热利、拉韦尔涅、库朗、朗德。
埃苏韦尔的时区为UTC+01:00、UTC+02:00（夏令时）。

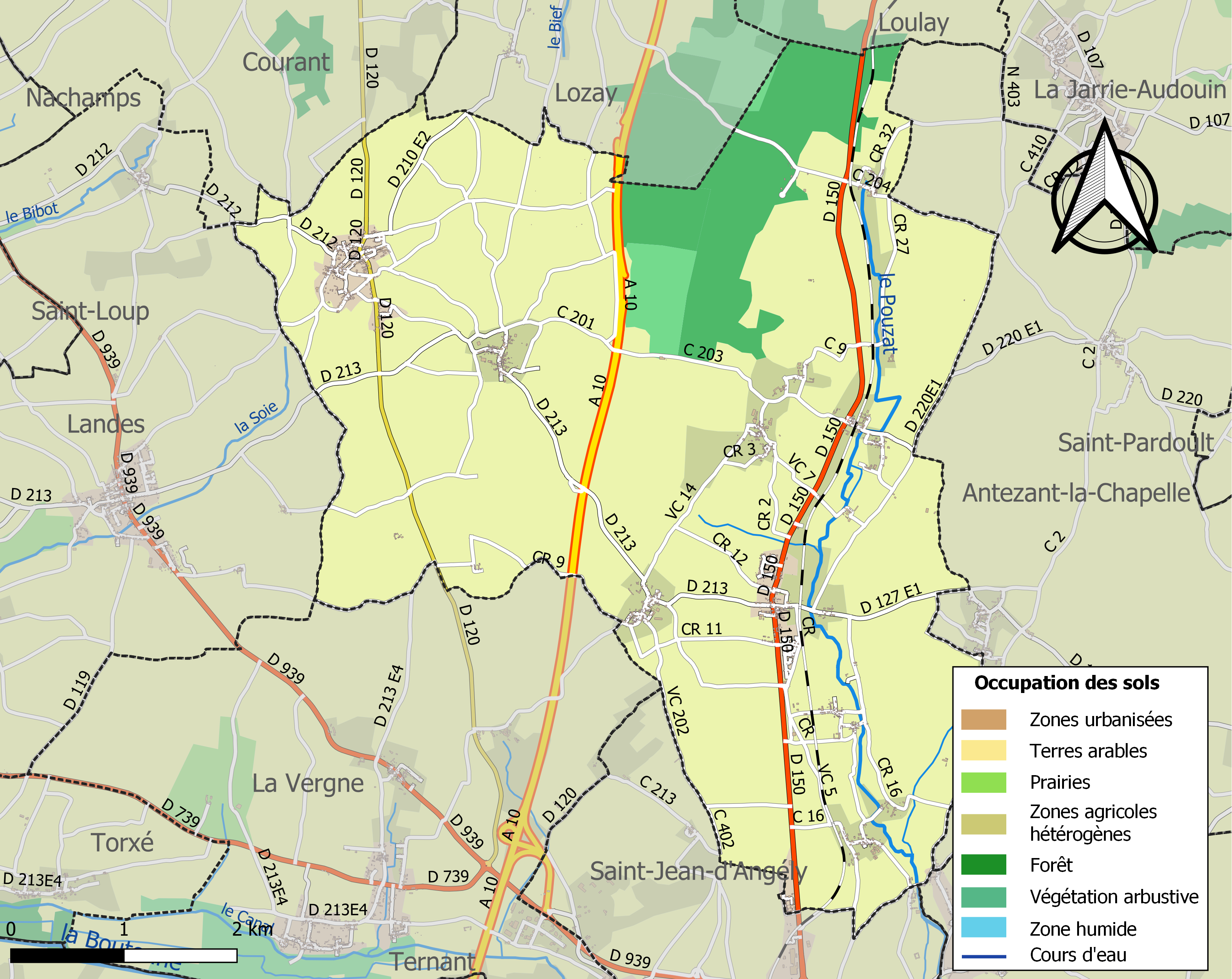
埃苏韦尔的OSM定位图

## 行政
埃苏韦尔的邮政编码为17400，INSEE市镇编码为17277。

## 政治
埃苏韦尔所属的省级选区为圣让当热利县。

## 人口
埃苏韦尔于2022年1月1日时的人口数量为1029人。